# Řád za občanské zásluhy (Sýrie)
Řád za občanské zásluhy arabsky:الاستحقاق المدني) je syrské státní vyznamenání založené roku 1953. Udílen je občanům Sýrie i cizím státním příslušníkům za službu státu.

## Historie a pravidla udílení
Od 10. dubna 1926 byla v Sýrii udílena francouzským komisařem Čestná medaile za občanské zásluhy a loajalitu. Tato medaile mohla být udělena i in memoriam. Dne 1. srpna 1927 bylo vyznamenání reformováno. Medaile byla povýšena na řád o čtyřech třídách.
Po zisku nezávislosti byl zákonem č. 153 ze dne 25. června 1953 francouzský řád nahrazen novým Řádem za občanské zásluhy. Vzhled insignií se podobal původnímu řádu, avšak nové vyznamenání bylo udíleno v pěti třídách. Řád je udílen občanům Sýrie i cizím státním příslušníkům za služby poskytnuté syrskému státu. V případě syrských občanů je udílení řádu postupné od nejnižšího stupně.

## Insignie
Řádový odznak má tvar pěticípé bíle smaltované hvězdy s cípy ve tvaru šípů. Ornament mezi šípy je pokryt zeleným smaltem. Hvězda je položena na kotouči s rostlinným vzorem. Na zadní straně je uprostřed kotouče nápis v arabštině.
Řádová hvězda má tvar pěticípé hvězdy s cípy složenými z různě dlouhých paprsků. Uprostřed hvězdy je položen řádový odznak.
Stuha sestává ze tří stejně širokých pruhů v barvě bílé, zelené a bílé.

## Třídy
Řád je udílen v pěti třídách:
- speciální třída
- I. třída – Řádový odznak se nosí na stuze spadající z ramene na protilehlý bok.
- II. třída – Řádový odznak se nosí na stuze kolem krku.
- III. třída – Řádový odznak se nosí na stužce s rozetou nalevo na hrudi.
- IV. třída – Řádový odznak se nosí na stužce bez rozety nalevo na hrudi.

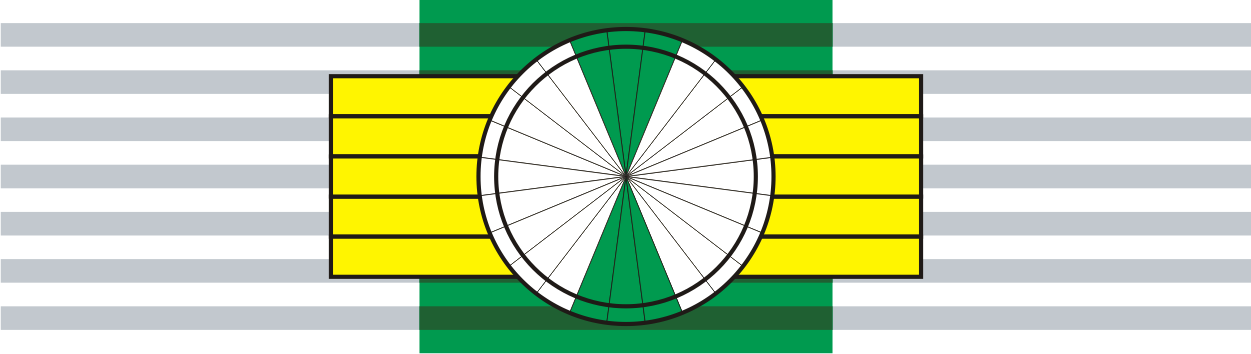
speciální třída
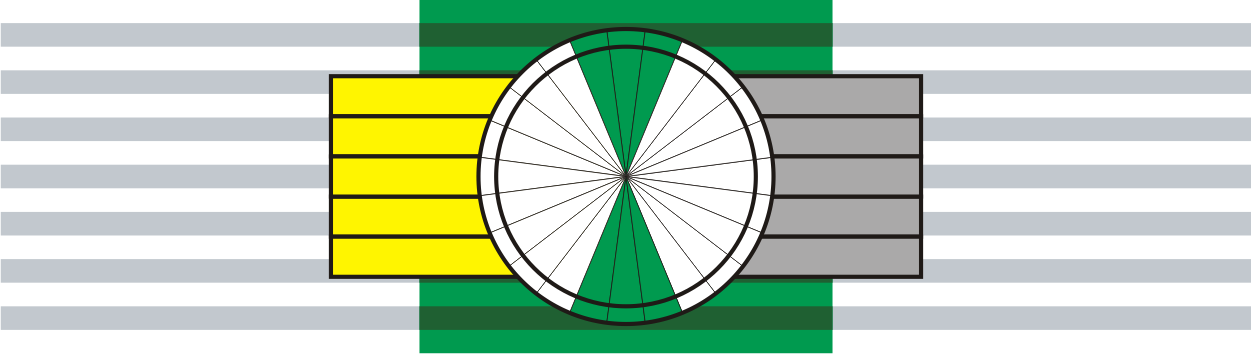
I. třída
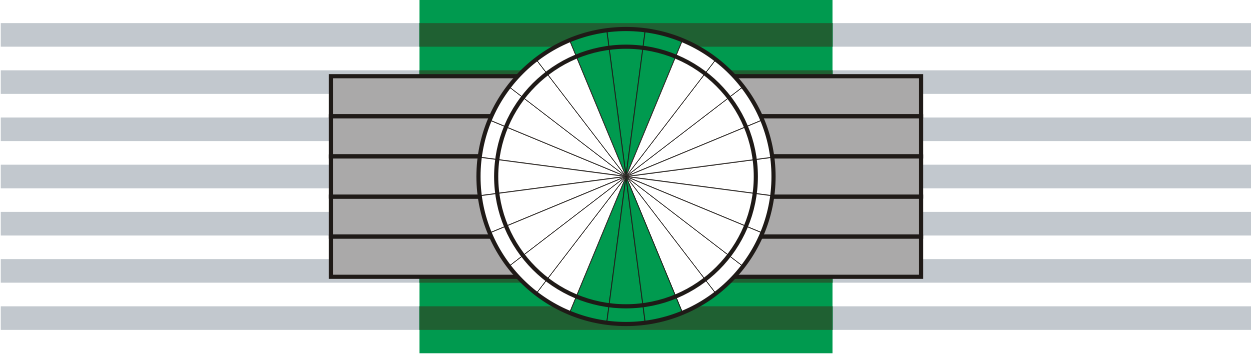
II. třída
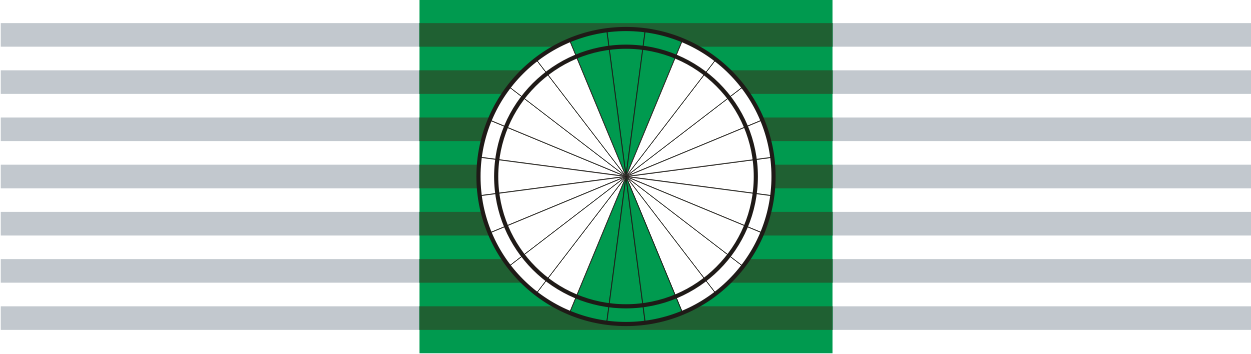
III. třída
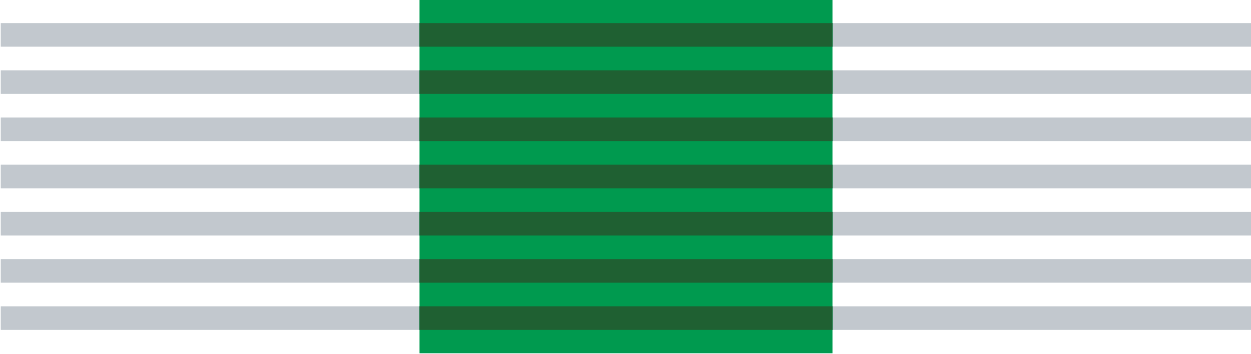
IV. třída